# Трилогия сиквелов «Звёздных войн»
Трилогия сиквелов «Звёздных войн» (англ. Star Wars sequel trilogy) является диснеевской трилогией основной франшизы «Звёздных войн», американской космической оперы, созданной Джорджем Лукасом. Она производится Lucasfilm Ltd. и распространяется Walt Disney Studios Motion Pictures. Трилогия состоит из эпизодов с VII по IX, хронологически следующих за трилогией приквелов (Эпизоды I-III; 1999—2005) и оригинальной трилогией (Эпизоды IV-VI; 1977—1983). Лукас планировал трилогию сиквелов ещё в 1976 году, но отменил её к 1981 году и выпустил только первые шесть эпизодов. The Walt Disney Company приобрела Lucasfilm в конце 2012 года и объявила о планах по производству фильмов-сиквелов, хотя планы Лукаса в отношении фильмов в значительной степени были отклонены. Она служит заключительным актом «Саги Скайуокеров».
Первая часть, «Звёздные войны: Пробуждение силы», была выпущена 18 декабря 2015 года. Она была снята Дж. Дж. Абрамсом, написавшим сценарий в соавторстве с Лоуренсом Кэзданом и Майклом Арндтом. Харрисон Форд, Марк Хэмилл, Кэрри Фишер и другие члены актёрского состава из оригинальной трилогии вернулись, чтобы повторить свои роли и сыграть вместе с Дейзи Ридли, Джоном Бойегой, Адамом Драйвером и Оскаром Айзеком. Вторая часть, «Звёздные войны: Последние джедаи» написана и снята Райаном Джонсоном, была выпущена 15 декабря 2017 года и большая часть актёрского состава вернулась. Последняя часть «Звёздные войны: Скайуокер. Восход» снята Абрамсом, написавшим её в соавторстве с Крисом Террио. Она была выпущена 20 декабря 2019 года.
Трилогия повествует о 19-летней сироте Рей и о тяжелом положении Сопротивления против Первого Ордена, восставшему из павшей Галактической Империи. Рей изучает пути Силы под руководством Люка Скайуокера и Леи Органы и сталкивается с Кайло Реном, сыном Леи и Хана Соло, племянником Люка и внуком Энакина Скайуокера, который перешел на тёмную сторону. Первые два фильма получили положительные отзывы критиков, а третий — неоднозначные. Трилогия собрала более 4,4 миллиарда долларов в прокате по всему миру, а кассовые сборы каждого фильма по всему миру превысили миллиард долларов.

## Фильмы
В отличие от двух предыдущих трилогий, фильмы которых были выпущены с разницей примерно в три года перед выходными, посвященными Дню поминовения, фильмы-сиквелы были выпущены с разницей в два года в декабре. «Звёздные войны: Пробуждение силы», выпущенные 18 декабря 2015 года, вводят 19-летнюю сироту Рей, втянутую в конфликт между Сопротивлением и Первым Орденом, безжалостной военной группировкой под командованием Кайло Рена — сына Леи Органы и Хана Соло. В «Последних джедаях», выпущенных 15 декабря 2017 года, Рей тренируется Люком Скайуокером, последним живым джедаем, в то время как Рей снова сталкивается с Реном и Первым Орденом. «Скайуокер. Восход» был выпущен 20 декабря 2019 года и содержит завершение вечного конфликта между джедаями и ситхами, в котором Рей противостоит воскресшему императору Палпатину.
| Фильм                             | Дата выпуска в США | Режиссёр(ы)      | Сценарист(ы)                                   | Сюжет                                                           | Продюсер(ы)                                      | Продюсер(ы)                                    | Дистрибьютор                        |
| --------------------------------- | ------------------ | ---------------- | ---------------------------------------------- | --------------------------------------------------------------- | ------------------------------------------------ | ---------------------------------------------- | ----------------------------------- |
| Звёздные войны: Пробуждение силы  | 18 декабря 2015    | Джей Джей Абрамс | Лоуренс Кэздан, Джей Джей Абрамс и Майкл Арндт | Лоуренс Кэздан, Джей Джей Абрамс и Майкл Арндт                  | Кэтлин Кеннеди, Джей Джей Абрамс и Брайан Берк   | Кэтлин Кеннеди, Джей Джей Абрамс и Брайан Берк | Walt Disney Studios Motion Pictures |
| Звёздные войны: Последние джедаи  | 15 декабря 2017    | Райан Джонсон    | Райан Джонсон                                  | Райан Джонсон                                                   | Кэтлин Кеннеди и Рэм Бергман                     |                                                | Walt Disney Studios Motion Pictures |
| Звёздные войны: Скайуокер. Восход | 20 декабря 2019    | Джей Джей Абрамс | Джей Джей Абрамс и Крис Террио                 | Дерек Коннолли, Колин Треворроу, Джей Джей Абрамс и Крис Террио | Кэтлин Кеннеди, Джей Джей Абрамс и Мишель Рейван |                                                | Walt Disney Studios Motion Pictures |

### Звёздные войны: Пробуждение силы
Примерно через 30 лет после разрушения второй Звезды Смерти Люк Скайуокер исчез. Остатки Империи превратились в Первый Орден, который стремится уничтожить Люка и Новую Республику. Сопротивление, возглавляемое генералом Леей Органой противостоит Первому Ордену. На Джакку пилот Сопротивления По Дэмерон получает карту с местонахождением Люка, но его захватывает командир Первого Ордена Кайло Рен — сын Леи и Хана Соло. Дроид По BB-8 сбегает с картой и встречает мусорщицу Рей. Беглый штурмовик, FN-2187, освобождает По, который дал ему имя «Финн». Пара убегает, но По кажется убитым. Финн находит Рей и BB-8; группа покидает Джакку на «Тысячелетнем соколе» и обнаруживается Ханом Соло и Чубаккой. Они соглашаются помочь доставить карту Сопротивлению.
Пред-производство Эпизода VII началось 30 октября 2012 года. Сценарий для фильма изначально должен был быть написан Майклом Арндтом, но тайм-менеджмент и творческие различия способствовали его уходу из проекта. 25 января 2013 года Джей Джей Абрамс был официально объявлен режиссёром и продюсером Эпизода VII вместе с продюсером Брайаном Берком и Bad Robot Productions. Джон Уильямс был нанят, чтобы написать музыку для всей трилогии сиквелов. В октябре было объявлено, что обязанности сценаристов возьмут на себя Абрамс и Лоуренс Кэздан, сосценарист фильмов «Империя наносит ответный удар» и «Возвращение джедая».
Джордж Лукас должен был дать Абрамсу совет в качестве творческого консультанта; однако Лукас не участвовал в этом, а его представитель заявил, что он «в идеале хотел бы не смотреть никаких кадров, пока он не войдет в кинотеатре в следующем декабре. Ему никогда раньше не удавалось быть удивленным фильмом „Звездные войны“, и он сказал, что с нетерпением этого ждет». Производство началось в апреле 2014 года; он был выпущен 18 декабря 2015 года. В США фильм получил рейтинг PG-13 «за насилие в научно-фантастических боевиках» и рейтинг M в Австралии, это второй фильм «Звездных война», получивший эту оценку после Эпизода III: Месть ситхов.
Фильм побил рекорды кассовых сборов на открытии уик-энда в Северной Америке с 248 миллионами долларов (на 39 миллионов долларов больше, чем у предыдущего рекордсмена «Мир юрского периода») и общей стоимостью 529 миллионов долларов по всему миру, что является крупнейшим открытием когда-либо. Фильм установил ещё один новый рекорд, став первым фильмом, который всего за 12 дней преодолел отметку в 1 миллиард долларов по кассовым сборам. Это самый кассовый фильм всех времен в прокате Северной Америки без поправки на инфляцию.

### Звёздные войны: Последние джедаи
Найдя Люка Скайуокера в добровольном изгнании, Рей пытается убедить его научить её способам Силы. Она также ищет ответы о своем прошлом и конфликте между Люком и его племянником Беном Соло (ныне Кайло Рен). Без ведома Люка Рей начинает использовать Силу, чтобы общаться с Кайло. Тем временем Лея возглавляет Сопротивление, поскольку их преследует Первый Орден во главе с Верховным лидером Сноуком. Рей оставляет Люка в попытке спасти Кайло и достичь мира. После того, как Кайло убивает Сноука, Рей вынуждена выбирать между тем, чтобы править галактикой вместе с ним, или помогать малочисленному Сопротивлению выжить.
20 ноября 2012 года The Hollywood Reporter сообщил, что Лоуренс Кэздан и Саймон Кинберг будут писать и продюсировать Эпизоды VIII и IX, но позже было подтверждено, что они пишут отдельные фильмы. 20 июня 2014 года режиссёр «Петли времени» Райан Джонсон был объявлен сценаристом и режиссёром Эпизода VIII; в августе он подтвердил, что будет руководить. 12 марта 2015 года Lucasfilm объявил, что Джонсон будет руководить Эпизод VIII с Рэмом Бергманом в качестве продюсера.
В марте 2015 года Оскар Айзек подтвердил, что он снова сыграет роль По Дэмерона в Эпизоде VIII. В июле сообщалось, что Бенисио дель Торо рассматривается как злодей; он позже подтвердил, что он будет в составе. В сентябре сообщалось, что Гугу Мбата-Роу, Татьяна Маслани, Джина Родригес, Оливия Кук и Бел Паули были в шорт-листе на две отдельные части. Джимми Ви был в составе на роль R2-D2, сменив Кенни Бейкера, который умер в прошлом году. Некоторые предварительные съёмки прошли в сентябре 2015 года на острове Скеллиг-Майкл, Ирландия, чтобы воспользоваться лучшими погодными условиями. Абрамс сообщил, что сценарий фильма был завершен в интервью Wired в ноябре 2015 года. В декабре было подтверждено, что Хэмилл, Исаак, Кристи и Бойега снова исполнят свои роли Люка Скайуокера, По Дэмерона, капитана Фазмы и Финна соответственно. Кеннеди объявила 17 декабря на лондонской премьере фильма «Пробуждение силы», что большая часть актёров вернется в Эпизод VIII.
20 января 2016 года Lucasfilm и Disney объявили о переносе выхода фильма с мая по декабрь 2017 года. Через три дня была подтверждена дата выхода 15 декабря 2017 года, как и название «Звёздные войны: Последние джедаи». Основные съёмки начались в феврале 2016 года; дополнительные съёмки проходили в Дубровнике с 9 по 16 марта, а также в Ирландии в мае. Основная съёмка завершена в июле 2016 года. Кэрри Фишер умерла 27 декабря 2016 года, но закончила сниматься в роли Леи. Большая часть съёмок проходила в Pinewood Studios возле Лондона. Кэтлин Кеннеди и Рам Бергман были продюсерами, а Дж. Дж. Абрамс исполнительным продюсером.

### Звёздные войны: Скайуокер. Восход
Верховный лидер Кайло Рен находит навигационное устройство, ведущее на планету Экзегол, убежище древних ситхов. Он обнаруживает физически слабого галактического императора Шива Палпатина, который рассказывает, что создал Сноука в качестве марионетки для управления Первым Орденом. Палпатин предлагает объединить усилия, введя в строй флот старых звёздных разрушителей, с помощью которых можно создать новую Галактическую Империю. Он поручает Кайло найти Рей, которая продолжает обучение на пути джедая под началом генерала Леи Органы.
Тем временем Финн, По и Чубакка от шпиона Сопротивления в Первом Ордене получают информацию об открытии Кайло. Узнав, что Палпатин вернулся, Рей обнаруживает заметки об артефакте ситхов в текстах джедаев, оставленных Люком Скайуокером. Рей, По, Финн, Чубакка, BB-8 и C-3PO отправляются на планету Пасаана, чтобы найти «зацепку».
В марте 2015 ходили слухи о том, что кресло режиссёра может занять Дж. Дж. Абрамс, так как представителям студии «Дисней» очень понравился отснятый режиссёром материал для «Пробуждения силы». Абрамс опроверг свое участие в съёмках картины незадолго до объявления имени нового режиссёра. Позднее режиссёр сожалел, что продолжение снимет не он. В августе 2015 стало известно, что режиссёром девятого эпизода станет Колин Треворроу постановщик «Мира юрского периода». Однако на закрытую премьеру 7 эпизода, состоявшуюся в начале декабря, он приглашен не был, в отличие от Гарета Эдвардса, режиссёра «Изгоя-один». Треворроу признался, что в восторге от того, что сможет поработать с актёрами оригинальной трилогии. По мнению Кэтлин Кеннеди, его выбрали, так как в нём сочетались талантливый человек, опытный режиссёр и хороший рассказчик. Кеннеди заметила Треворроу после его первой картины «Безопасность не гарантируется», а порекомендовал режиссёра, её друг Брэд Бёрд. В сентябре он уже изучал вселенную «Звёздных войн».
Несмотря на отсутствие возможности много говорить о картине, режиссёр напомнил, что речь идёт о проекте масштаба вселенной и любая история может быть рассказана в её рамках, так как она безгранична. Он также уточнил, что никак не связан с разработкой проекта о Бобе Фетте и то, что снимать картину серии, это не работа и не задание, а обязанность старшего поколения рассказать историю у костра, чтобы научить чему-то новое поколение, дабы они могли создать что-то своё. Известно, что режиссёр сам был поклонником саги с детства, а его любимым персонажем во франшизе «Звёздные войны» являлась «Сила».
10 января 2018 года стало известно, что Джон Уильямс вернется, чтобы сочинять и дирижировать музыкой для «Скайуокер. Восход». В следующем месяце Уильямс объявил, что он будет последним фильмом «Звездных войн», для которого он сочинит музыку.
В августе 2016 Марк Хэмилл намекнул своим поклонникам, что его персонаж вернётся в девятой картине. Актёр одним из первых узнал о готовящихся съёмках новой трилогии в 2011 году от Джорджа Лукаса, что стало для него полной неожиданностью, как и то, что Лукас не будет режиссёром для новых частей. Он полагал, что Лукас сообщит о выходе на пенсию или о каких-то смежных проектах, в которых ему, как актёру, нет места из-за возраста. Тот отреагировал на это бурно:
Узнав о том, что Лукас продаёт компанию, Хэмилл испытал смешанные чувства, однако заметил, что компания Диснея является неплохим управленцем, и по его мнению сначала это казалось немыслимым, но чем больше он узнавал об этом, тем интереснее это становилось. Хэмилл не был согласен с теми решениями, которые принимали режиссёры седьмого и восьмого фильма относительно его персонажа и, все же, сыграл свою роль будучи профессионалом, сказав о том, что является большим поклонником франшизы. Подбор актёров осуществлялся с февраля 2017 года с помощью агентств в Лондоне и Лос-Анджелесе. В марте 2017 стало известно, что Гэри Барлоу прослушивался на роль и успешно прошёл кастинг, однако не уточнил, какую именно роль получил, из-за того, что побоялся лишиться работы.
В связи со смертью Кэрри Фишер пришлось пересматривать планы, однако рассматривалась возможность использования компьютерной графики. Позднее появилось сообщение о том, что персонаж Фишер все же появится на экране, так как её семья дала разрешение на использование её образа, однако не уточнялось, как именно. В середине апреля 2017 года Кэтлин Кеннеди сообщила, что персонаж Фишер не появится в девятом эпизоде. Фишер предполагала, что поскольку персонаж Харрисона Форда был на передовой в 7 фильме, а герой Марка Хэмилла оказался в центре сюжета 8 фильма, то её героиня должна была очутиться в гуще событий девятого эпизода:
И так должно было быть. Треворроу признался, что приготовил интересную развязку для персонажа Ридли. Юэн Макгрегор говорил о том, что с радостью сыграл бы вновь своего персонажа в новых фильмах, и ходили слухи о том, что рассматривают такую возможность. Джон Бойега уже в мае 2017 сообщил о том, что его персонаж появится в 9 эпизоде, хотя он пока не знает подробностей.

## Критическая реакция
| Фильм             | Rotten Tomatoes            | Metacritic      | CinemaScore |
| ----------------- | -------------------------- | --------------- | ----------- |
| Пробуждение силы  | 93 % (428 средний рейтинг) | 80 (55 отзывов) | A           |
| Последние джедаи  | 91 % (460 средний рейтинг) | 84 (56 отзывов) | A           |
| Скайуокер. Восход | 51 % (494 средний рейтинг) | 53 (60 отзывов) | B+          |

### Премия Оскар
| Оскар                     | Фильм             | Фильм             | Фильм             |
| Оскар                     | Пробуждение силы  | Последние джедаи  | Скайуокер. Восход |
| Оскар                     | 88-я премия Оскар | 90-я премия Оскар | 92-я премия Оскар |
| ------------------------- | ----------------- | ----------------- | ----------------- |
| Лучший монтаж             | Номинация         | н/д               | н/д               |
| Лучшая музыка к фильму    | Номинация         | Номинация         | Номинация         |
| Лучший звуковой монтаж    | Номинация         | Номинация         | Номинация         |
| Лучший звук               | Номинация         | Номинация         | н/д               |
| Лучшие визуальные эффекты | Номинация         | Номинация         | Номинация         |

### Премия Сатурн
| Сатурн                               | Фильм              | Фильм              | Фильм              |
| Сатурн                               | Пробуждение силы   | Последние джедаи   | Скайуокер. Восход  |
| Сатурн                               | 42-я премия Сатурн | 44-я премия Сатурн | 46-я премия Сатурн |
| ------------------------------------ | ------------------ | ------------------ | ------------------ |
| Лучший научно-фантастический фильм   | Победа             | Номинация          | Победа             |
| Лучшая режиссура                     | Номинация          | Номинация          | Победа             |
| Лучший сценарий                      | Победа             | Победа             | Номинация          |
| Лучший актёр                         | Победа             | Победа             | н/д                |
| Лучший актёр                         | Номинация          | н/д                | н/д                |
| Лучшая актриса                       | Номинация          | Номинация          | Номинация          |
| Лучший актёр второго плана           | Победа             | н/д                | Номинация          |
| Лучший актёр второго плана           | Победа             | н/д                | Номинация          |
| Лучшая актриса второго плана         | Номинация          | Номинация          | н/д                |
| Лучшая актриса второго плана         | Номинация          | Номинация          | н/д                |
| Лучшая музыка                        | Победа             | Номинация          | Победа             |
| Лучшая работа художника-постановщика | Номинация          | Номинация          | Номинация          |
| Лучший монтаж                        | Победа             | Победа             | Номинация          |
| Лучшие костюмы                       | Номинация          | Номинация          | Номинация          |
| Лучший грим                          | Победа             | Номинация          | Победа             |
| Лучшие спецэффекты                   | Победа             | Номинация          | Победа             |

### Кассовые сборы
В отличие от предыдущих трилогий, кассовые сборы сиквелов с каждым последующим фильмом падали. Тем не менее, это самая кассовая трилогия в целом, а фильм «Пробуждение силы» занимает пятое место среди самых кассовых фильмов всех времён.
| Фильм                             | Дата выпуска в США | Доходы от кассовых сборов | Доходы от кассовых сборов | Доходы от кассовых сборов | Бюджет   | Cc      |
| Фильм                             | Дата выпуска в США | США и Канада              | Другие территории         | В мире                    | Бюджет   | Cc      |
| --------------------------------- | ------------------ | ------------------------- | ------------------------- | ------------------------- | -------- | ------- |
| Звёздные войны: Пробуждение силы  | 18 декабря 2015    | $936,7 млн                | $1,132 млн                | $2,068 млрд               | $245 млн | [ 112 ] |
| Звёздные войны: Последние джедаи  | 15 декабря 2017    | $620,2 млн                | $713,3 млн                | $1,333 млрд               | $317 млн | [ 113 ] |
| Звёздные войны: Скайуокер. Восход | 20 декабря 2019    | $515,2 млн                | $558,9 млн                | $1,074 млрд               | $275 млн | [ 114 ] |
| Итог                              | Итог               | $2,073 млрд               | $2,405 млрд               | $4,475 млрд               | $837 млн |         |